# 다링허
다링허(대릉하, 중국어: 大凌河, 병음: dàlíng hé)는 중화인민공화국 동북부의 랴오닝성 서부(요서)를 흐르는 큰 하천이다. 허베이성 동부의 롼허(난하)와 랴오닝 성 중앙부의 랴오허(요하) 사이에서 흐르고 있다. 옛날에는 백랑하(白狼河), 백랑수(白狼水)로 불렸지만 요대에 영하(靈河)로 개명되었고 금대에 능하(凌河)로 개명되었다. 원대 이후 서쪽으로 인접해 흐르는 샤오링허(小凌河)와 구별하기 위해서 대릉하로 불리게 되었다.
다링허의 상류는 남북 두 개의 지류로 나뉘어 있다. 북쪽의 지류는 링위안 시에 출발하고 남쪽의 지류는 젠창 현에서 출발한다. 두 지류는 카라친쭤이 몽골족 자치현에서 합류하고 동북 방향으로 흐름을 바꾸고 차오양 시의 중심부를 지나 베이퍄오 시에서 동남 방향으로 바꾼다.
하류에서는 이우루 산을 막으면서 방향을 남쪽으로 바꾸어 링하이 시에서 보하이해 랴오둥 만에 흘러 들어간다. 하구는 삼각주가 되어 있고 랴오허(타이쯔허)의 하구는 바로 동쪽으로 인접하고 있다. 샤오링허 하구의 삼각주는 다링허 하구의 삼각주의 바로 서쪽에 있으며 거의 일체화되어 있다.
전체 길이는 397 km, 연평균 유량은 16.67억 m³이다.